# Максин Дюпри
Сидни Жаннин Змрзель (англ. Sydney Jeannine Zmrzel, род. 19 мая 1997, Финикс) — американская женщина-рестлер. В настоящее время она выступает в WWE на шоу Raw под именем Максин Дюпри (англ. Maxxine Dupri) и является членом группировки «Альфа-академия».

## Ранняя жизнь
До работы в WWE Змрзель начала свою спортивную карьеру в качестве чирлидера команды «Лос-Анджелес Рэмс». Она также была танцовщицей в команде «Феникс Санз».

## Карьера в рестлинге

### WWE (с 2021)

#### Менеджер (2021—2023)
В августе 2021 года Змрзель приняла участие в пробах WWE в Лас-Вегасе и стала одной из 14 участников, получивших контракт с компанией. Впервые Змрзель пришла в рестлинг в 2022 году на NXT в качестве менеджера Роберта Стоуна для Вона Вагнера под именем София Кромвелл.
В эпизоде SmackDown от 22 июля 2022 года Дюпри дебютировала в основном ростера как сестра Макса Дюпри, в качестве «директора по персоналу» его группировки Maximum Male Models, состоящей из ма.сэ и ман.суа. В эпизоде SmackDown от 7 октября 2022 года Макс Дюпри покинул группировку, оставив её в качестве менеджера команды. В феврале 2023 года Maximum Male Models перешли на бренд Raw.

#### «Альфа-академия» (с 2023)
После перехода на Raw Дюпри начала комедийный сюжет с Отисом, в котором она пыталась завербовать его и побудить стать членом Maximum Male Models. Впоследствии это положило начало серии эпизодов между Дюпри и Чедом Гейблом, в которых они оба хотели видеть Отиса в своих командах.
На эпизоде Raw 12 июня Дюпри провела «арм-драг» Вальгалле из команды «Викинги-рейдеры» и начала свою первую вражду. Отис и Гейбл тренировали Дюпри в закулисных сегментах, чтобы подготовить её к дебюту на ринге. Она дебютировала в матче смешанных команду между "Альфа-академией и «Викингами» на эпизоде Raw от 3 июля 2023 года, удержав Вальгаллу. На эпизоде Raw от 10 июля «Альфа-академия» провела выпускную церемонию Дюпри, в конце которой Гейбл подарил Дюпри её собственную куртку с символикой команды. Когда Дюпри собиралась надеть куртку, на рампе появились «Викинги-рейдры», которые отвлекли внимание «Альфа-академии». Затем Вальгалла напала на Дюпри сзади и отобрали у неё куртку. В следующем эпизоде Raw Гейбл и Отис сразились с Эриком и Иваром в матче по «правилам викингов». Несмотря на то, что Гейбл и Отис доминировали в матче, они проиграли, но Дюпри удалось забрать свою куртку. На эпизоде Raw 31 июля Дюпри победила Валгаллу, проведя ей Japanese Ocean Cyclone Suplex в своем дебютном одиночном матче.

## Личная жизнь
У Змрзель есть собственный бутик одежды Jaunty. Он был создан в 2019 году, когда ей был 21 год.

## Титулы и достижения
Wrestling Observer Newsletter
- Худший образ (2022) как часть Maximum Male Models[14][15]